# تیفنتال (باد کرویتسناخ)
تیفنتال (به آلمانی: Tiefenthal) یک منطقهٔ مسکونی در آلمان است که در باد کرویتسناخ واقع شده‌است. تیفنتال ۱۲۴ نفر جمعیت دارد.